# Samarkand Challenger 2006
Il Samarkand Challenger 2006 è stato un torneo di tennis facente parte della categoria ATP Challenger Series nell'ambito dell'ATP Challenger Series 2006. Il torneo si è giocato a Samarcanda in Uzbekistan dal 14 al 20 agosto 2006 su campi in Terra rossa.

## Vincitori

### Singolare
Janko Tipsarević ha battuto in finale  Édouard Roger-Vasselin con il punteggio di 6–3, 6–2

### Doppio
Satoshi Iwabuchi /  Gouichi Motomura hanno battuto in finale  Jun Woong-sun /  Frank Moser con il punteggio di 2–6, 6–2, [10-5]